# Skarven (Schiff)
Die Skarven ist eine Doppelendfähre der finnischen Reederei Ålandstrafiken. Sie verbindet die Hauptinsel von Åland mit der Insel Degerö.

## Geschichte
Die Fähre wurde unter der Baunummer 1235 auf der Werft Western Baltija Shipbuilding in Klaipėda für Ålands Landskapsregering gebaut. Die Kiellegung fand am 3. Oktober 2007 statt. Die Fähre wurde am 15. Oktober 2009 abgeliefert.
Wegen technischer Mängel wurden zunächst noch Arbeiten am Schiff auf einer Werft in Turku durchgeführt. Sie wurde schließlich am 5. März 2010 auf der Strecke zwischen Svinö und Degerby in Dienst gestellt und ersetzte hier die Knipan. Betrieben wird die Verbindung von der zur Rederiaktiebolaget Gustaf Erikson und zur Finlands Skärgårdsrederi gehörenden Reederei Ansgar. Der Entwurf der Fähre stammte vom Schiffsarchitekturbüro ILS in Turku.

## Technische Daten und Ausstattung
Das Schiff wird von zwei Wärtsilä-Dieselmotoren des Typs 9L20 mit jeweils 1800 kW Leistung angetrieben. Die Motoren sind in zwei getrennten Maschinenräumen untergebracht. Sie wirken über Getriebe jeweils auf eine Propellergondel mit Verstellpropeller. Für die Stromversorgung an Bord stehen zwei von Sisu-Dieselmotoren des Typs 634-1 DSJG mit jeweils 140 kW Leistung angetriebenen Generatoren zur Verfügung.
Die Fähre verfügt über ein durchlaufendes Fahrzeugdeck. Das Fahrzeugdeck ist vollständig geschlossen und über Rampen an beiden Enden zugänglich. Vor den Rampen befindet sich jeweils ein nach oben aufklappbares Visier. Unterhalb des Fahrzeugdecks sind unter anderem die Maschinenräume und andere technische Betriebsräume eingerichtet. Oberhalb des Fahrzeugdecks befindet sich ein Deck mit einem Aufenthaltsraum für die Passagiere sowie offenen Decksbereichen mit Sitzgelegenheiten. Darüber befindet sich ein weiteres Deck mit Einrichtungen für die Schiffsbesatzung. Hierauf ist in der Mitte des Schiffes das Steuerhaus aufgesetzt, das sich über die gesamte Schiffsbreite erstreckt. Der Rumpf der Fähre ist eisverstärkt (Eisklasse 1A).
An Bord ist Platz für 65 Pkw. Die Fähre ist für 250 Passagiere zugelassen.